# Grijze heispanner
De grijze heispanner (Pachycnemia hippocastanaria) is een nachtvlinder uit de familie van de spanners (Geometridae).

## Kenmerken
De voorvleugellengte bedraagt tussen de 14 en 16 mm. De basiskleur van de voorvleugel is grijs, met een duidelijke middenstip. Het meest opvallend is echter de vorm: smal en afgerond. De vleugels worden in rust bovendien over elkaar heen gevouwen. Dit is ongewoon voor een spanner, de vlinder wordt daardoor vaak aangezien voor een microvlinder.

## Levenscyclus
De grijze heispanner gebruikt struikhei en mogelijk grauwe wilg als waardplanten. De rups is te vinden van mei tot september. De soort overwintert als pop. Er zijn jaarlijks twee generaties die vliegen van maart tot en met augustus. Soms is er een partiële derde generatie in september.

## Voorkomen
De soort komt in een groot deel van Europa voort, en aangrenzend in het westen van Noord-Afrika en Klein-Azië. De grijze heispanner is in Nederland en België op zandgronden in het binnenland een algemene soort.

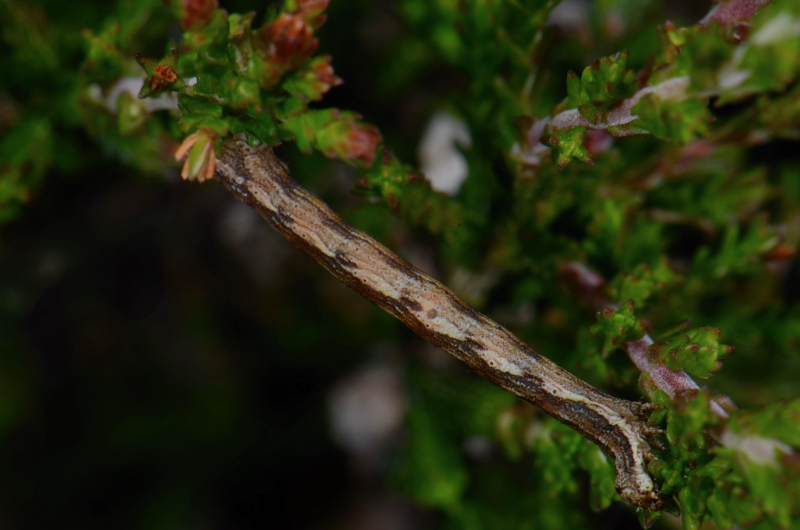
Rups